# Очередной рейс
«Очередной рейс» — советский чёрно-белый художественный фильм 1958 года по сценарию Бориса Васильева.

## Сюжет
Используя служебную грузовую машину в личных, корыстных целях, лихой шофёр 1-го класса Кирилл Воронов (Георгий Юматов) повреждает её, лишается водительских прав и на собрании трудового коллектива в наказание переводится в автослесари. Вдобавок к этому он испытывает неприятие и критику со стороны лучшего шофёра автобазы, коммуниста и брата своей невесты — Антона Крыленко (Станислав Чекан), с которым ему вскоре предстоит неожиданно отправиться в сложный и длительный рейс.
Трудности поездки и воспитательная работа Крыленко сближают Антона и Кирилла. Теперь Воронов по-новому оценивает своё старое поведение. Попутчицей ребят в рейсе оказывается молодая женщина Ксения (Изольда Извицкая): она, как работник нефтеперекачивающей станции, сопровождает срочный груз с оборудованием. Для судьбы Ксении этот рейс тоже становится важным. Чувства, зародившиеся к Антону, помогают ей порвать с прошлыми, ложными[уточнить] личными отношениями. А Антон понял, что Воронов неплохой человек и может быть верным товарищем и настоящим другом.

## В ролях
- Станислав Чекан — Антон Крыленко, водитель
- Изольда Извицкая — Ксения
- Георгий Юматов — Кирилл Иванович Воронов, водитель
- Надежда Румянцева — Аня Крыленко, сестра Антона
- Константин Максимов — Шумаков, начальник автоколонны
- Афанасий Белов — Пётр Филимонов, водитель
- Константин Вологдин — Самсонов, директор таксопарка
- Муза Крепкогорская — Тося, подруга Ксении
- Надежда Петипа — мать Антона
- Леонид Кмит — Семён Иванович, завхоз
- Вадим Захарченко — тракторист

### Вокал
- Виталий Копылов, А. Александрович, В. Матусов — «Песня шофёра» (В. Соловьёв-Седой — С. Фогельсон).
- Владимир Нечаев — «Дорога, дорога» (В. Соловьёв-Седой — А. Фатьянов).

## Съёмочная группа
- Автор сценария — Борис Васильев
- Режиссёр-постановщик — Рафаил Гольдин
- Оператор — Михаил Каменецкий
- Художники: Алексей Лебедев, Владислав Расторгуев
- Режиссёр — Леонид Оболенский
- Композитор — Василий Соловьёв-Седой, Михаил Глух
- Тексты песен: Алексей Фатьянов, Соломон Фогельсон